# Le Plessis-Grohan
 Le Plessis-Grohan  es una población y comuna francesa, en la región de Alta Normandía, departamento de Eure, en el distrito de Évreux y cantón de Évreux-Sud.

## Demografía
| 296 | 286 | 459 | 648 | 625 | 675 |
| Para los censos de 1962 a 1999 la población legal corresponde a la población sin duplicidades (Fuente: INSEE [Consultar]) |     |     |     |     |     |